# Gastronomía de Marruecos

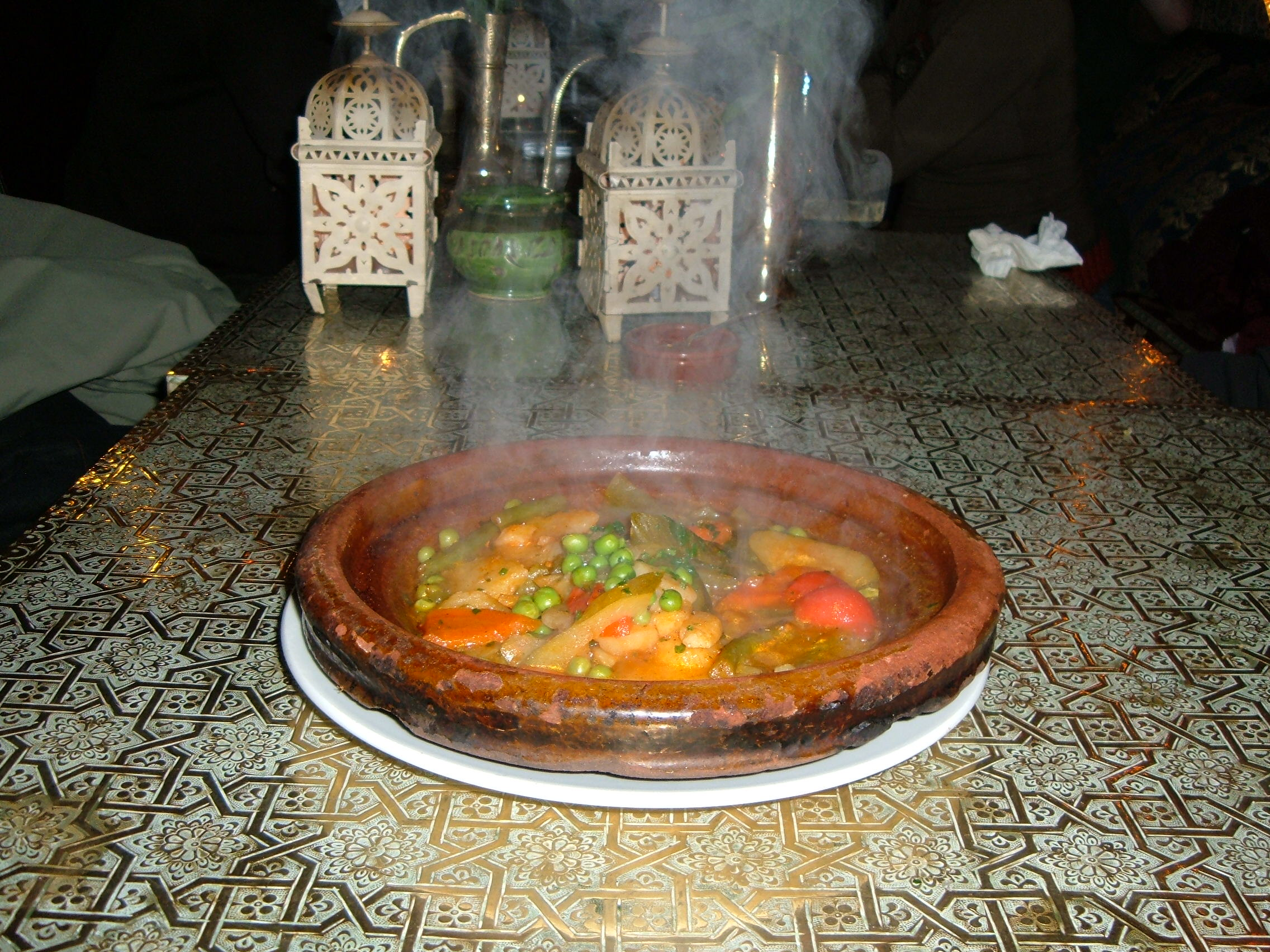
Un tajín de verduras servido y listo para comer.

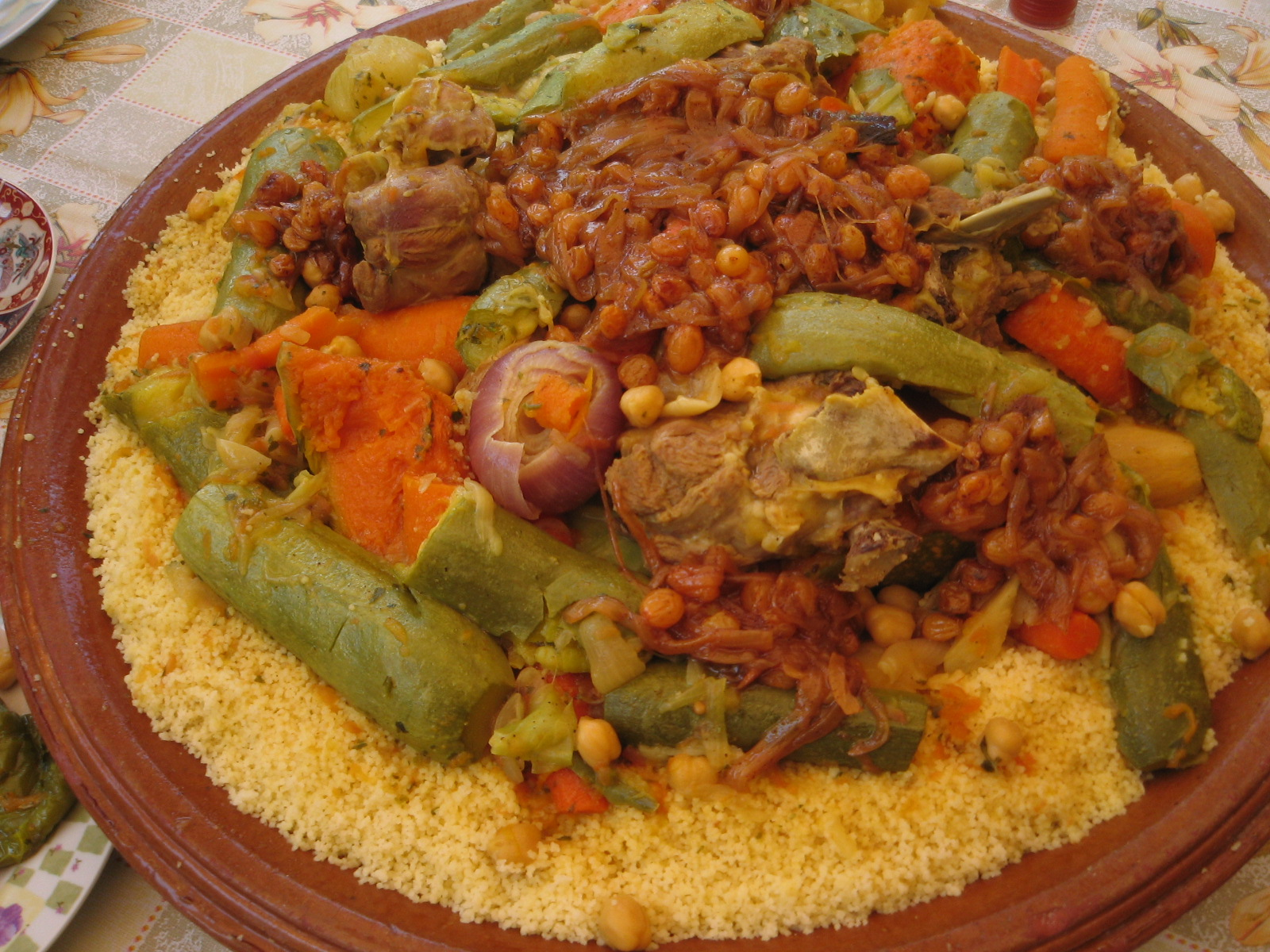
Cuscús marroquí con verduras y tfaya (cebolla caramelizada, garbanzos y pasas).

La gastronomía de Marruecos es el conjunto de platos e ingredientes que se consumen en el país de Marruecos. La gastronomía marroquí se puede considerar como de gran riqueza y diversidad, esto se puede deber a la interacción que ha llegado a tener con otras culturas externas. La cocina marroquí, con excepción de los platos típicos, hoy en día puede considerarse como una mezcla de gastronomías procedentes de los pueblos bereberes, moriscos, Oriente Medio, mediterráneo y africano. La cultura culinaria de Marruecos cubre no sólo los alimentos sino también las tradiciones culinarias como el dyafa (una especie de banquete marroquí).
La cocina marroquí es muy sencilla de realizar tal y como corresponde a las cocinas populares, tiene mucho en común con otras cocinas del Magreb pero posee una personalidad propia debido a ser la única de ellas que no ha recibido la influencia de la cocina turca (debido a que el imperio otomano no llegó con sus dominios al territorio del actual Marruecos). Es una cocina familiar: un proverbio marroquí dice: Mâ kainsh el-kalâm ala etta3âm, “durante la comida, no se habla” (ما كاينش الكلم على الطعام). Su rasgo principal es el uso de lo dulce y lo salado como por ejemplo la bastela (بسطيلة المغربية) , cuscus con verduras y tfaya), lo que la acerca a las cocinas de Extremo Oriente. Hoy en día algunos platos marroquíes tienen reminiscencias de la cocina sefardí.
Se trata de una cocina elaborada de forma casera, en la que participan fundamentalmente sólo mujeres (dada), el espacio de la cocina es tradicionalmente en Marruecos un lugar femenino donde los hombres permanecen fuera. Las recetas de los platos pasan de madres a hijas por tradición verbal.

## Historia
La cultura indígena en Marruecos es bereber y en la actualidad continúan siendo un 21% de la población. En el año 683 Marruecos fue invadida por los árabes y ellos continuaron la conquista hasta la península ibérica. Esta invasión hizo que la cocina marroquí tuviera influencias del mediterráneo gracias a su intercambio con la Gastronomía de al-Ándalus

## Ingredientes

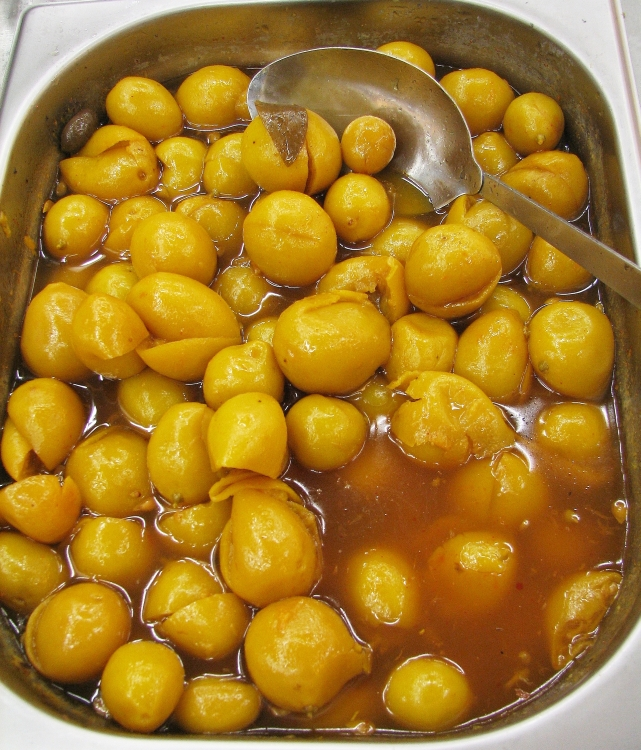
Ingrediente típico: limones encurtidos (حامض لمرقد).

Según ciertos autores estudiosos de la cocina de Marruecos los alimentos básicos se concentran en cuatro platos básicos: el cuscús (elaborado con sémola de trigo) y que participa en muchos platos marroquíes, la bastela denominada también 'pastilla' o 'bastilla', el mechui de cordero y el cuarto es el djej mcharmel preparado con carne de pollo, limones encurtidos (حامض لمرقد) y olivas. De todas formas los ingredientes disponibles se encuentran englobados dentro de la cultura islámica y sus normas dietarias. 

### Verduras
La cocina marroquí comparte muchos elementos en común con la cocina mediterránea y por esta razón abundan las verduras, una de las verduras favoritas durante los meses de verano es la berenjena (zaalouk). Los ajos marroquíes son pequeños (touma) y ligeramente rosados, proporcionan un aroma distinto que aquellos que proceden de Europa y se usan con abundancia en muchos platos. Las ensaladas pueden ser taktouka, de verduras cocidas, o con hojas de lechuga frescas y aliñadas. Una de las ensaladas más populares se elabora con tomates, cebollas y atún. Entre las frutas se encuentran los cítricos, destacando los limones (forman parte de un ingrediente muy marroquí como son los limones encurtidos). Los frutos secos (en especial los dátiles: alimento de los pueblos nómadas y de los que se han caracterizado treinta variedades) Marruecos es uno de los grandes productores de frutas de la zona mediterránea. La cocina marroquí emplea también diversas preparaciones de aceitunas, en platos como el meslalla, como en ingredientes de algunos tajines, en ensaladas. Se emplea el aceite de oliva aunque en algunas zonas del sur se suele emplear el aceite extraído de las nueces del argan (se emplea en los desayunos denominados amlou'). 
Los cereales se emplean frecuentemente en forma de pan (Ksra o khboz) que en su gran mayoría es un pan de pita que acompaña a los platos, suele ser elaborado de forma artesanal en las casas. Uno de los más populares es el Rghaif. El batbote es un pan que se sigue cocinando en los hornos: ferrah, el Khobz de Dar (pan de casa), el baghrir que es una especie de crêpe (elaborado con semolina y levadura) muy celebrada en los desayunos. Otros panes son el harsha. Uno de los platos del ramadán es el Sfouf. Existen, no obstante, algunos ingredientes predominantes debido a la especialización en la producción de ciertos productos tales como el café.

### Cuscús
El cuscús, conocido en Marruecos como sucsu forma parte de la comida típica de la gente y etnias de Marruecos, su nombre originario es ksuksu (كسكس) , se trata de unas pequeñas bolas de semolina que se cocinan al vapor en recipientes especiales denominados alcuzcuceros (Borma). Es un alimento básico y de bajo coste que se encuentra en muchas partes de las cocinas del Magreb y que por popularidad se asocia fácilmente con la cocina de Marruecos. Se asocia al almuerzo familiar del viernes, pero se puede encontrar todos los días en los restaurantes. Los platos con cuscús suelen estar acompañados de verduras, carne y pollo. Existen muchos platos con cuscús que poseen diferentes ingredientes, varían según las regiones y la creatividad de la cocinera. En la religión judía el cuscús es una comida típica en las comidas de viernes también conocidas como comidas de shabat.

### Carnes
Entre las carnes más populares en la cocina marroquí se encuentra el cordero y, en gran medida, las aves de corral; en especial el pollo y la gallina: entre los platos más famosos está el djej msharmal y el pollo quadra.  Es menos popular la carne de vacas. La carne se suele preparar estofada. Los tride rellenos de carne de pollo, las kedra touimia que son una receta tradicional para cocinar las palomas (con guisantes, cebollas, pasas y almendras). Existen carnes marinadas como el khli'3 (generalmente vaca) que se cuecen en su propia grasa, para preservarse inundado en ella durante mucho tiempo. La carne picada o khelea (similar al bastourma turco). El mashwi es una forma de preparar la carne de cordero marinada al estilo bereber en una barbacoa hecha con un fuego preparado para la ocasión, el mashwi se suele acompañar de kwah (kebap con los hígados del cordero). Otro plato de cordero es el cordero m'rouzia. Un plato típico de carne en la ciudad de Marrakech es el tanzhiyya y posee la característica de ser de los pocos elaborados por los hombres, el nombre procede de la olla con la que se prepara que se pone directamente en unas brasas de carbón vegetal. Uno de los más conocidos está el briouates.
Entre los ovoproductos se tienen diversas opciones. En los zocos suelen venderse huevos duros (vendidos en una solución salina con comino molido). Los platos en los que se emplea son la tafaya, el masquid bil beid (mezcla de cordero y huevos duros), el djej mefenned (pollo asado con clara de huevo).

### Pescados
El marisco y el pescado es más frecuente en las zonas costeras y suele comerse cocido o frito, existe poco en las zonas de interior por ser un país caluroso y que obliga a sistemas de refrigeración complicados para su transporte. Existe una marinada típica marroquí denominada sharmoola que se hace con pescados y aceitunas machacadas a la que se le añade hojas de cilantro y perejil, cebollas, pimiento, jengibre y se deja reposar en zumo de limón y sal. Un plato elaborado en Fez es el 'hut bu-etob' que se hace con dátiles (de peces alose del río Sebou). En algunas comunidades relacionadas con los sefardíes se elabora un cocido denominado dafina acompañado con limones confitados (حامض لمرقد). Uno de los platos de pescado es el tagra. 

### Especias

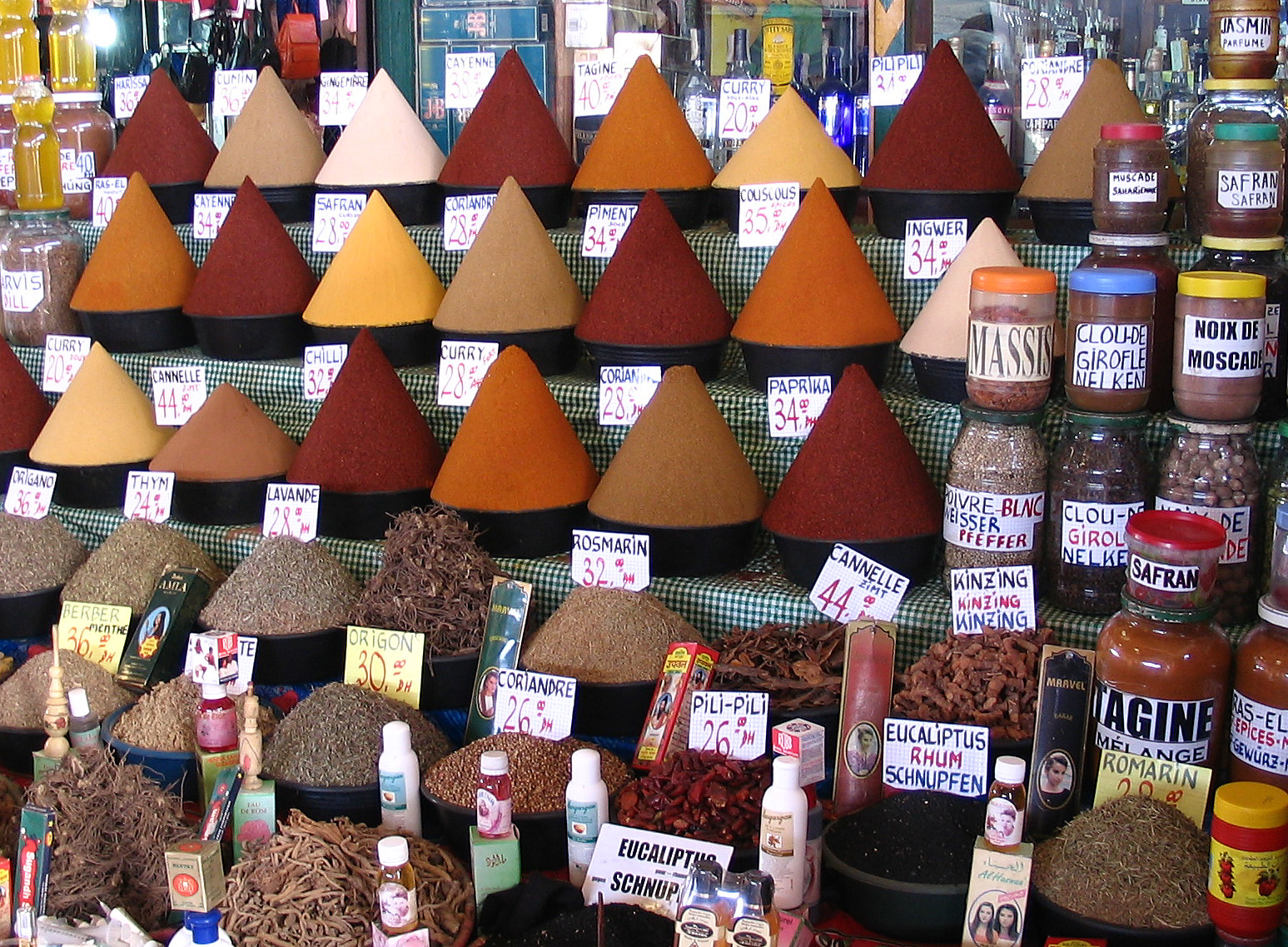
Especias: Zoco de Agadir

Las especias se emplean en la cocina marroquí de manera casi extensiva e intensiva. Mientras algunas especias son productos de importación, otros ingredientes tales como la menta, las olivas de Meknes, las naranjas y los limones de Fez proceden de los cultivos locales. Se ofrecen las especias en los zocos. 
Las especias más comunes en los platos marroquís son el cini es decir la canela (algunas variantes como la karfa que es la cinnamomum lauri), el kamoun (comino), karkoum (cúrcuma), skingbir (jengibre), el bsar (pimienta negra), felfa hlouwa (pimentón), nafaa o habbt hlawa es la semilla de anís, jinjelan son las semillas de sésamo, kasbour (coriandro), zaafrane beldi (azafrán) y menta.  Se emplean también mezclas de especias realizadas por los comerciantes y denominadas Ras al hanut (Râs el-hânut), el número de especias es muy diverso y se menciona desde quince hasta treinta y cuatro especias, el conjunto suele ser de color rojo o amarillo (dependiendo de los componentes). La harîssa que es una pasta de pimientos picantes es muy empleada como condimento y que caracteriza por igual a todas las cocinas del Magreb, el 'toque' marroquí a este condimento en pasta es añadir unas semillas de comino y coriandro.
El cilantro o también denominado 'perejil árabe' se emplea tanto hierba (hojas frescas) que proporciona un sabor ligeramente anisado (kosbour), suele echarse al final de la cocción de los alimentos, sobre todo en los tagines. Tanto como el cilantro en grano mediante sus semillas se emplean más como incienso. Es zataar es muy usado en algunos platos. Los aromas de agua, como puede ser el agua de rosas (zhaar), se emplea en diversos postres. Una de las aguas aromatizadas procede de flores del naranjo (el agua de azahar (ma ward).

### Lácteos
Existen algunos productos lácteos típicos de Marruecos, entre ellos se encuentra el zebda (mantequilla fresca) زبدة que transliterada es Zibdah posee un sabor extremadamente pungente. No debe ser confundido con el smen. En algunos casos se emplea una mantequilla de aromas rancios denominada boudra.  El leben (suero de leche) es muy apreciado entre las tribus bereberes. Es b'raïb es una bebida con leche y alcachofa. En las regiones colindantes a Tánger y Tetuán en el norte de marruecos (región ghomara) es muy popular también el queso fresco. 

## Técnicas culinarias
Las técnicas culinarias de la cocina marroquí son muy similares a la de cualquier cocina mediterránea, con una mezcla de técnicas de tribus del desierto. 

### Utensilios y recipientes

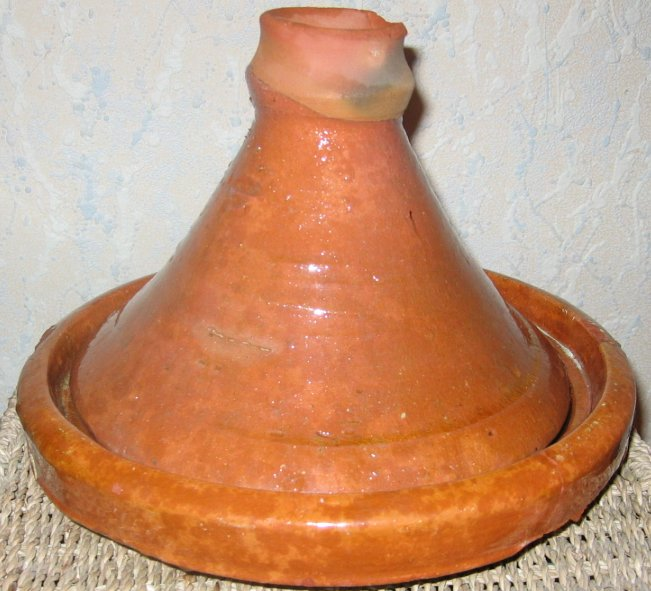
Un tayín (recipiente) imagen típica de la gastronomía de Marruecos.

Uno de los elementos más indispensables para la elaboración de estofados es el tayín, se denomina por igual al instrumento de cerámica empleado, que al plato guisado en él: que suele ser un estofado de carne de cordero o de pollo. Otro instrumento de barro muy empleado es el tangia en el que se elaboran los cocidos. El cuscús se cocina en unas cuscuseras (Quadra wa alkaskas) que tiene dos recipientes: el inferior, en el que hierve el agua y el superior para cocinar al vapor el cuscús.
Algunos de los utensilios frecuentes en las cocinas marroquíes tradicionales son el ghorbal que es una especie de criba, así como el chtato que es una criba con agujeros de mucho menor tamaño. Entre los recipientes se encuentra el maqla que es una especie de sartén de cobre. El quarda o el tanjir son ollas de mayor o menor tamaño que participan en la elaboración de diferentes guisos.

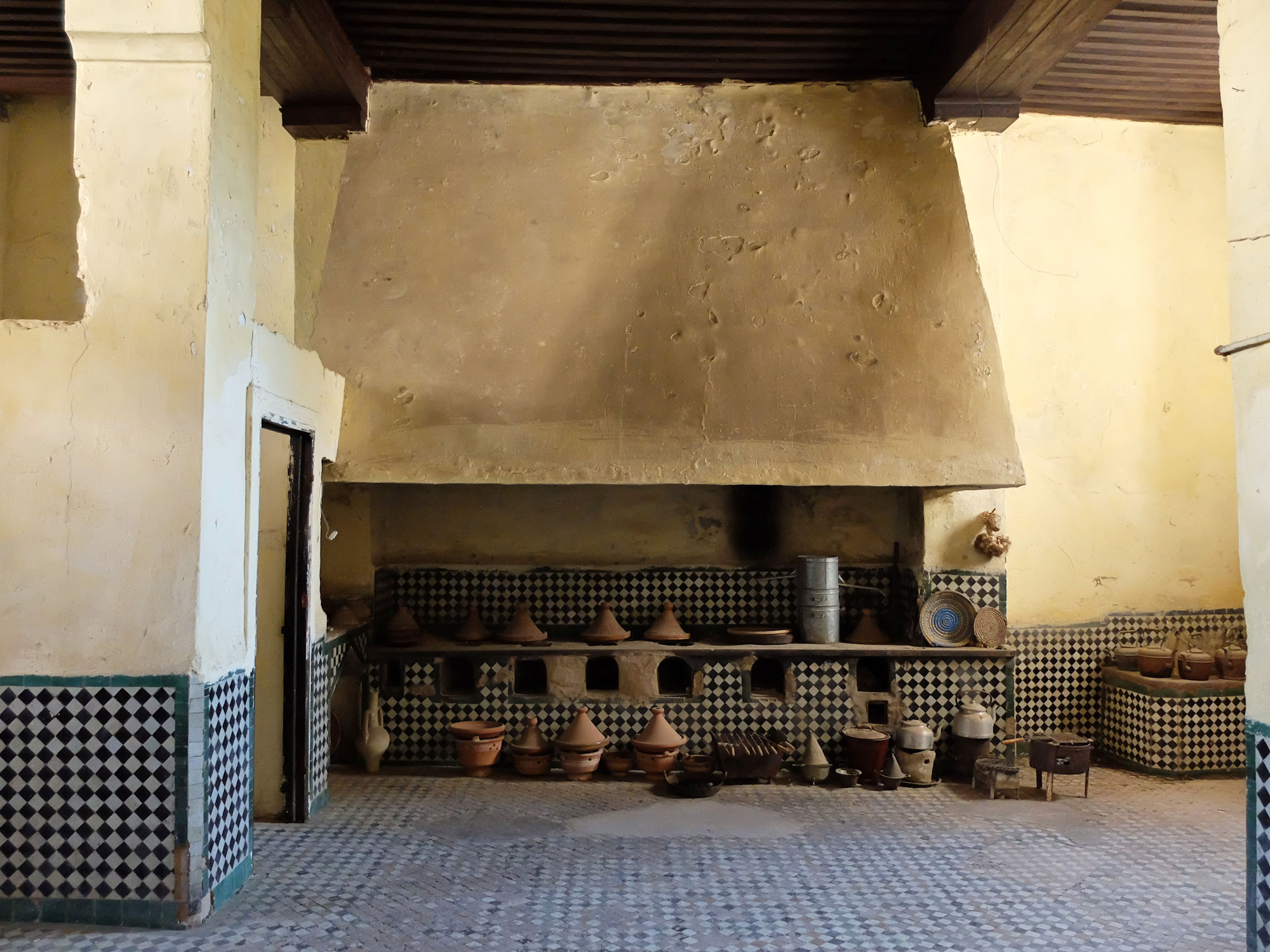
Tajines en la cocina del Palais Glaoui, Fez

### Aceites
El empleo de aceites vegetales tal y como el aceite de oliva es muy frecuente en la cocina. También se emplea el smen que es una especie de mantequilla clarificada de cierto aroma rancio característico. Sin embargo es muy frecuente el uso del aceite de oliva, no obstante en algunas partes se emplea el erguén que es un árbol que sólo crece en la zona de Essaouira (Suroeste de Marruecos) sus frutos se tratan como las aceitunas y de ellos se obtiene un aceite vegetal con sabor a mantequilla y avellanas conocido por sus virtudes regeneradoras. Este aceite se emplea para freír alimentos y frío como aliño de ensaladas.

## Platos típicos

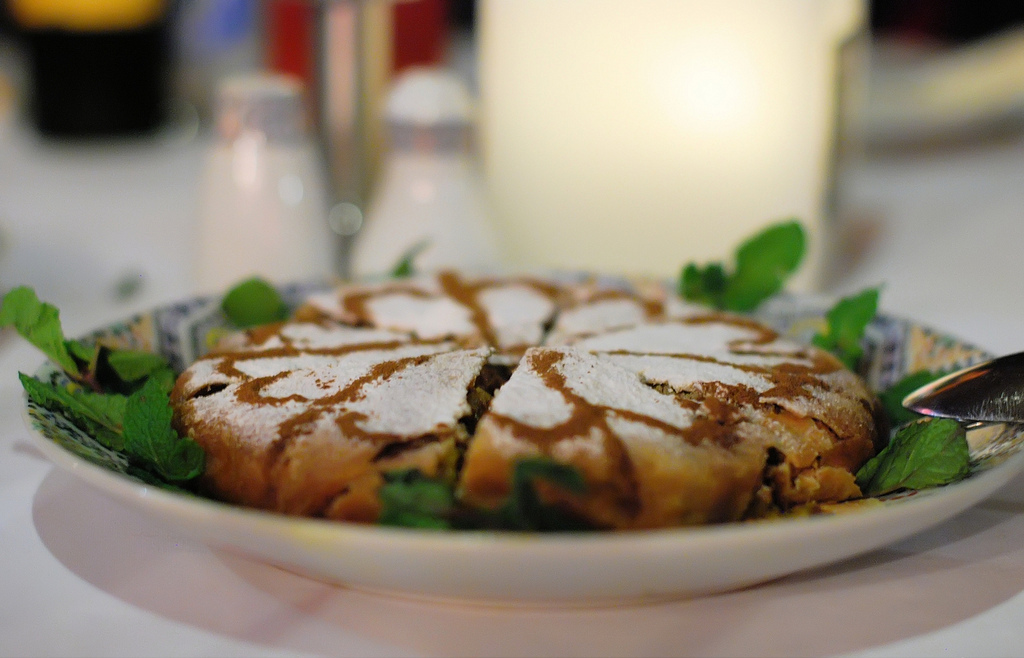
Pastilla marroquí cubierta de azúcar.

En la cocina marroquí se puede encontrar una ejecución más o menos homogénea en la preparación de ciertos platos. Las tres grandes capitales: Fez, Tetuán y Marrakesh tienen no obstante desarrolladas sus propias variaciones. Existen muchos tipos de sopas, por ejemplo la Harira que se sirve todos los días durante el mes de Ramadán y es el plato con el que se rompe el ayuno, suele ir acompañada de dátiles o chebakia (postre típico). Existen platos muy típicos como la Bissara que es un puré de habas, muy referenciado en los refranes populares en los que se menciona: "es tan pobre que sólo come bissara". La “Serrouda” es un plato típico del norte de Marruecos y Fez : se trata de un dip de garbanzos. La Serrouda se compara a menudo con el hummus, pero no contiene tahini : se considera que la Serrouda es más ligera y brillante y se considera la más aromática, lo que se considera el mayor cumplido que puede recibir un dip. El plato marroquí por excelencia es la Pastilla de pichón. Existen otras variantes de Pastilla, como la Pastilla de Pollo y Almendras y la Pastilla de Mariscos.  

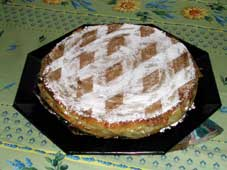
Pastilla de Pollo y Almendras
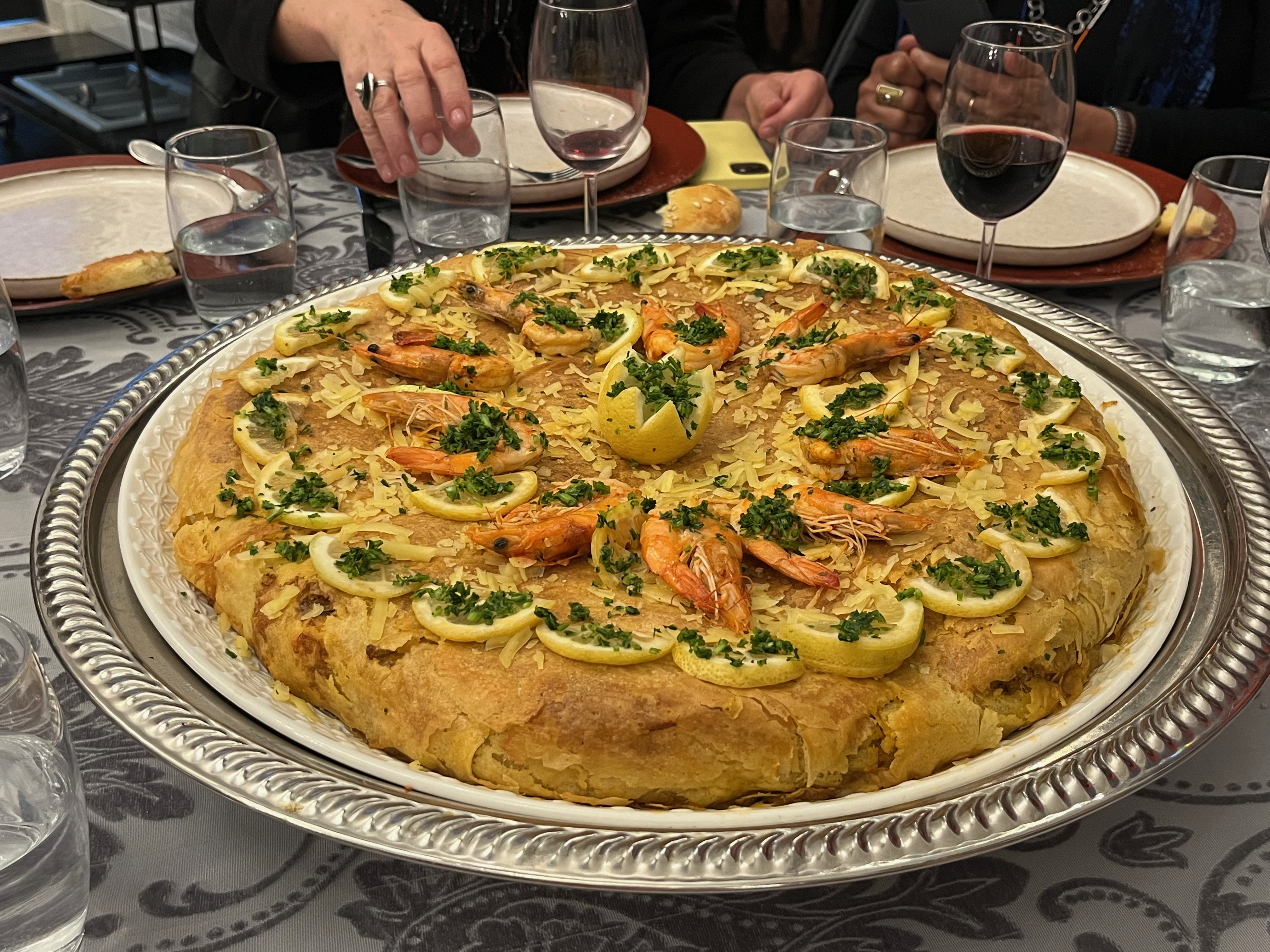
Pastilla de Mariscos

En la categoría de los entrantes se tiene el Zaaluk de berenjenas (llamado también "caviar de berenjenas", nombre que indica su exquisitez) y Taktouka (ensalada de pimientos asados con especias marroquíes). Existen otras variedades de ensaladas como la de zanahoria y comino y la de arroz con patatas. Entre los entrantes más populares se encuentra el Breuat. 

Existen los tayín, se menciona así tanto al recipiente como al contenido, todas las recetas preparadas en este recipiente se denominan Tayín, existen muchas variedades y por eso se les denomina Tayín de cordero, este plato tiene la combinación exótica de lo dulce (aportado por las ciruelas secas) y lo salado (proveniente de la carne). El empleo de dátiles se puede encontrar en una sopa denominada harira que suele comerse durante los periodos del ramadán, al finalizar este periodo se ofrece a los niños el mouloud (cumpleaños de Mahoma); los dátiles se pueden encontrar en los tajines.

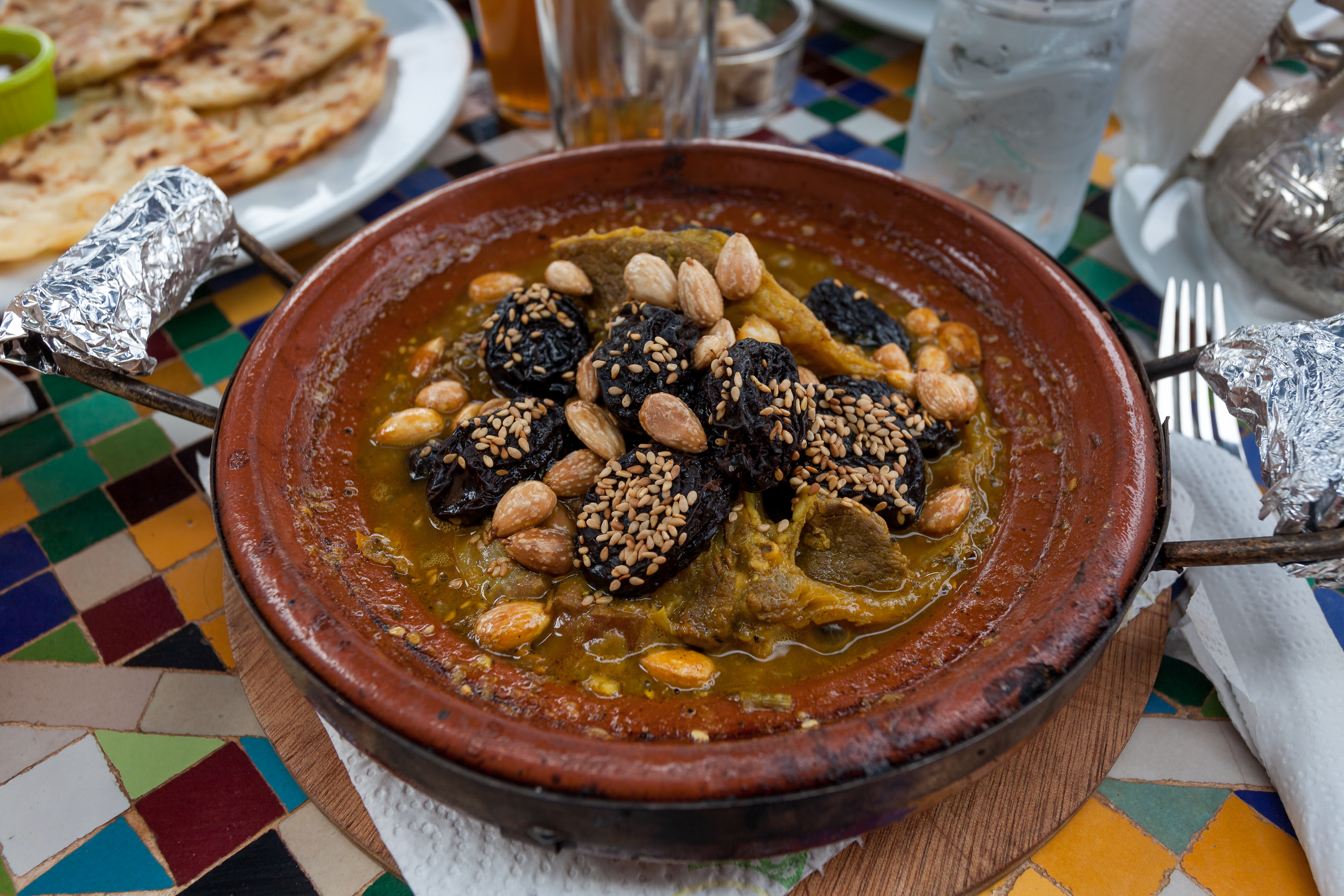
Tajín tradicional marroquí de cordero con ciruelas
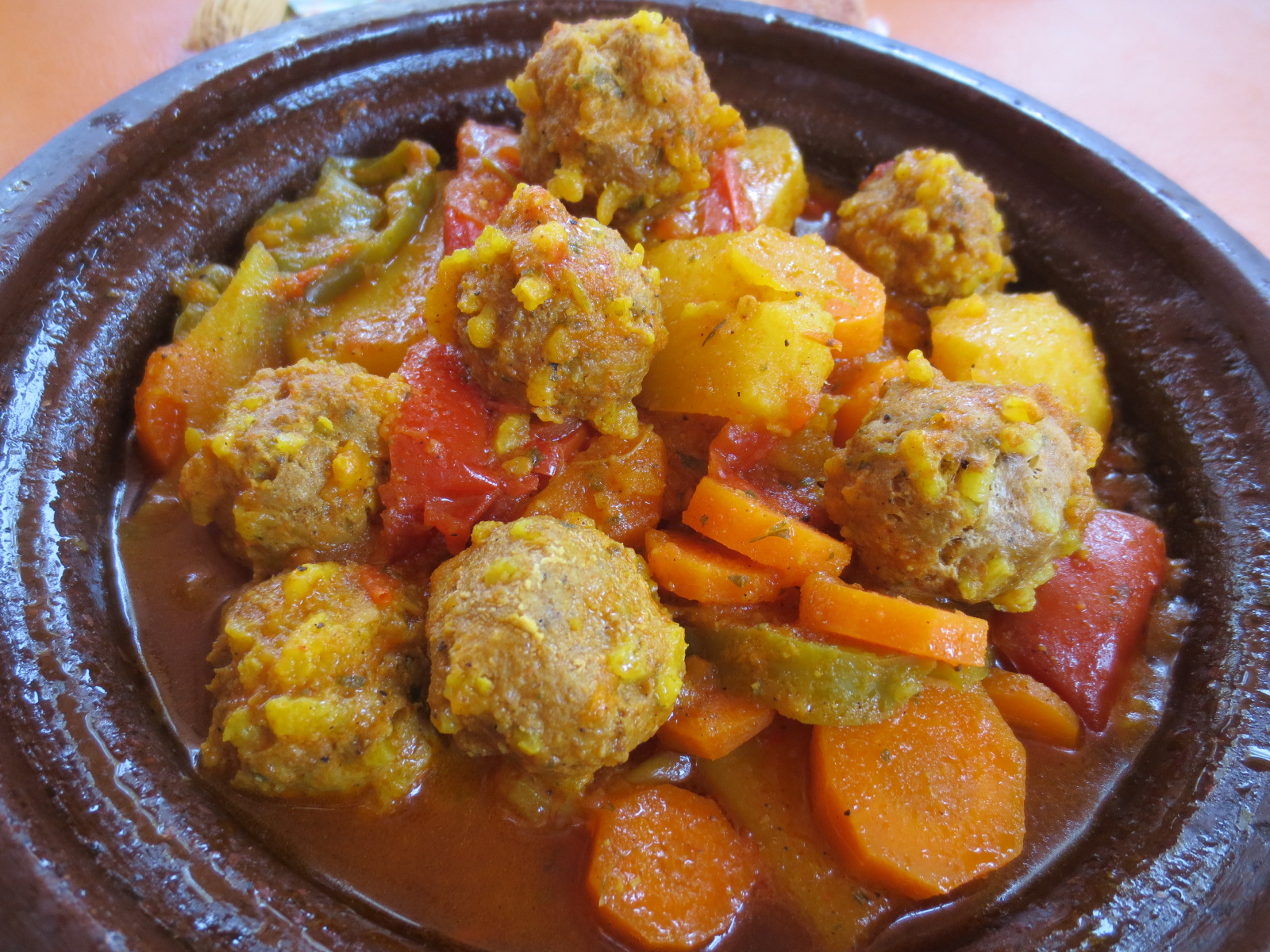
Tajín de kefta kwari (albóndigas) con verduras
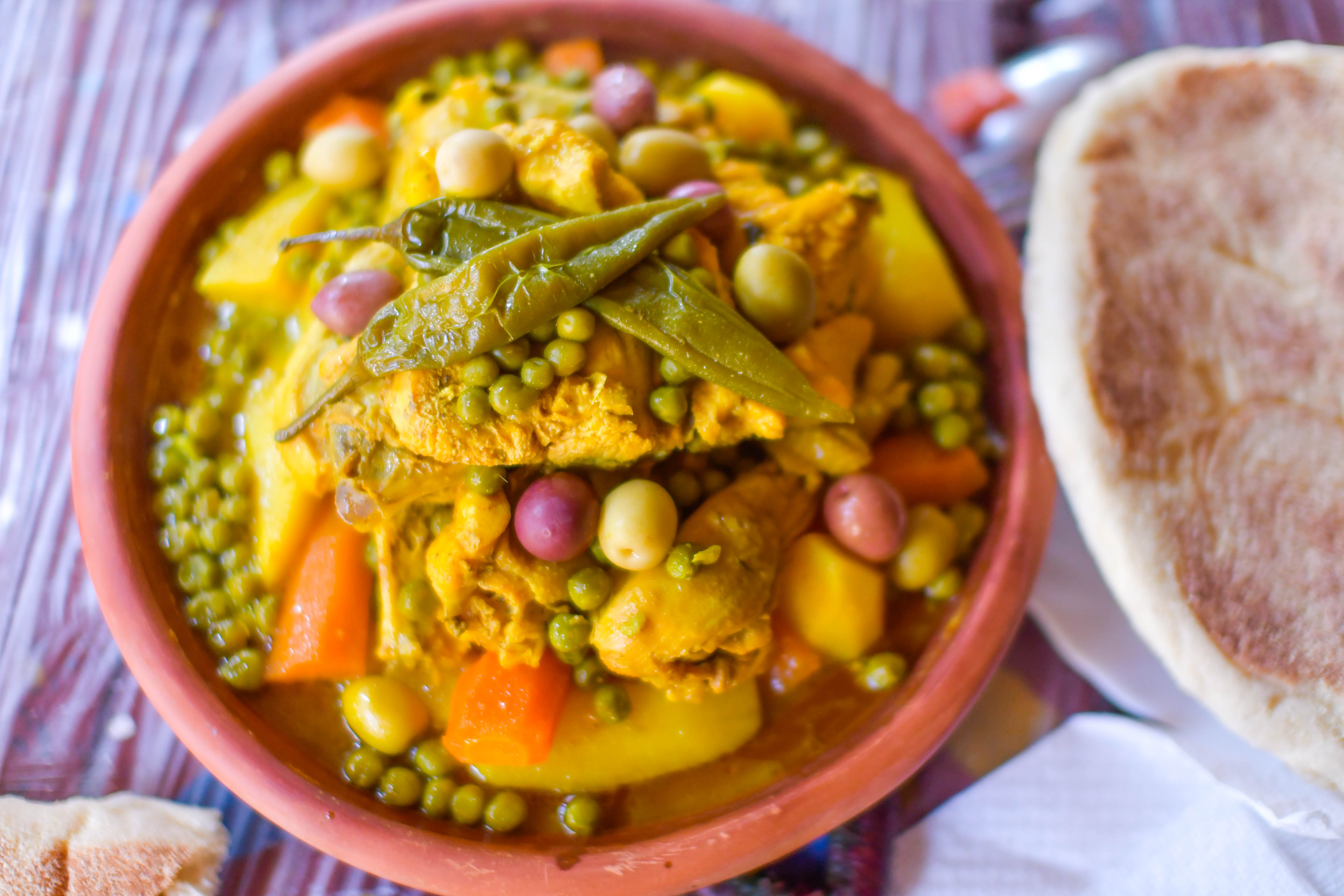
Tajín de pollo con verduras
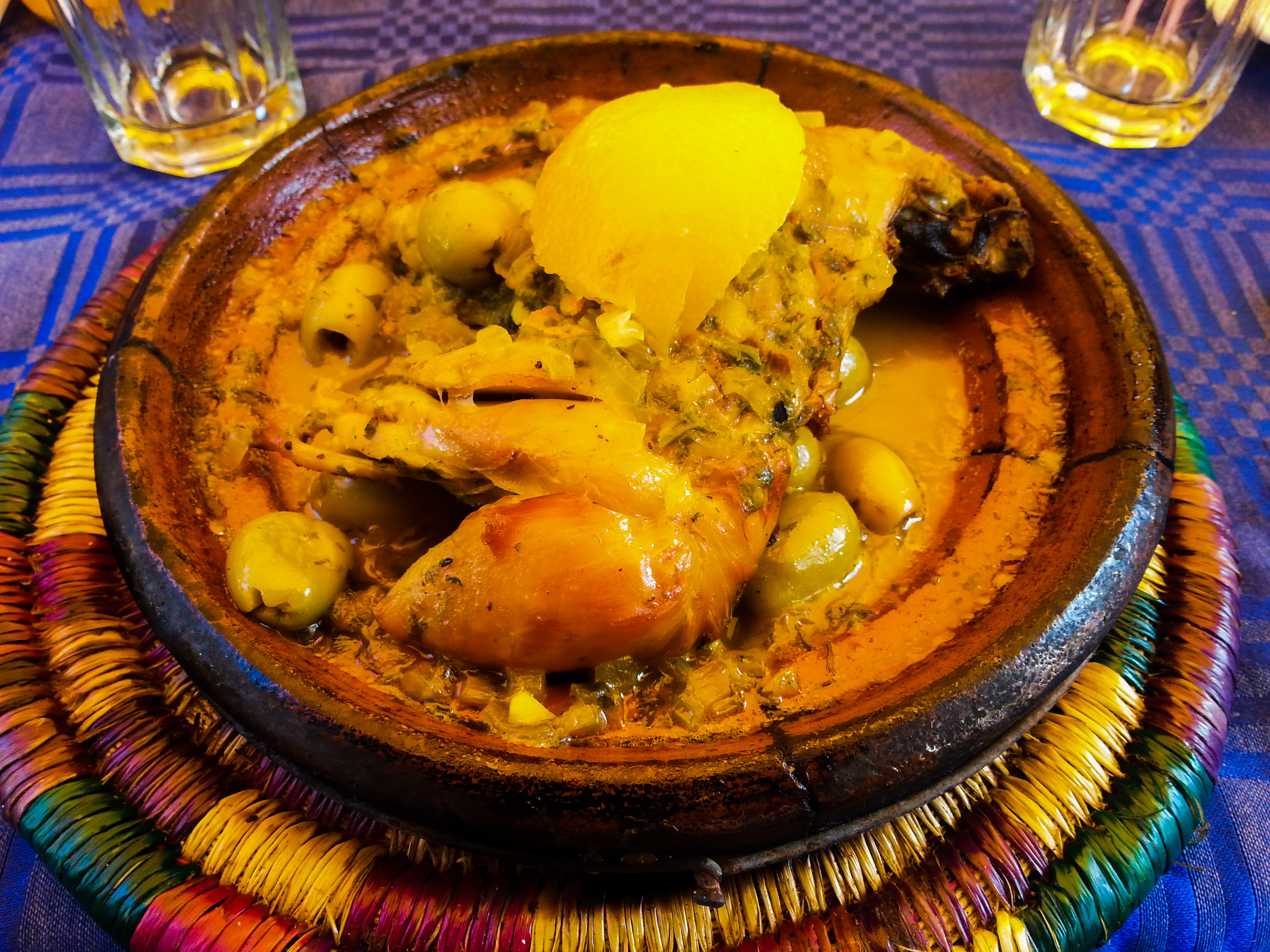
Tajín de pollo, aceitunas y limones encurtidos

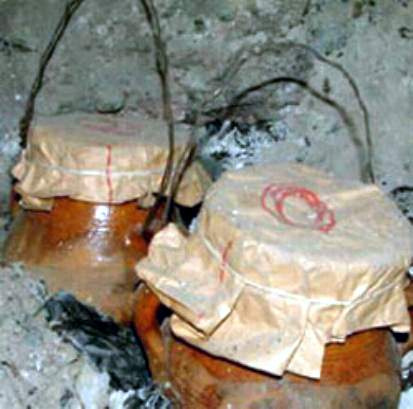
Tangia, una especialidad emblemática de Marrakech

En Marrakech se suele preparar por los hombres el tangia cuando llega un visitante de otro pueblo y se prepara en una cazuela grande u ancha cociendo durante cerca de cinco horas, fuera de Marrakech se prepara en olla, contiene cordero, jengibre, laurel, mantequilla rancia, etc. Es muy frecuente en los platos marroquíes el limón encurtido, confitado con sal es uno de los ingredientes más importantes y se conserva durante muchos meses. 
Entre las salsas más comunes de la cocina marroquí se encuentran el mqalli que es una salsa de color amarillo que emplea azafrán y jengibre todo ello mezclado con aceite de oliva; el mhammar que es una salsa roja a base de pimiento comino y mantequilla; el qadra que es una mezcla de smen con verduras, almendras y garbanzos; el msharmal que es una salsa a base de azafrán y aceite de oliva. Las salsas marroquíes se pueden agrupar en dos colores: rojas (mhammar y msharmal) y amarillas (mqalli y qadra). Se sirven en algunos platos y les proporcionan la denominación, por ejemplo el 'pollo al mhammar', el afamado 'Djej msharmal' (pollo al msharmal),

## Bebidas
Se suele tomar té cinco o seis veces al día, servido con la l'barrade: una especie de tetera de acero inoxidable empleado para verter el té en los vasos. El té que se bebe en Marruecos es una combinación de té verde con menta (denominado a veces en España como 'té moruno'), este se sirve para tranquilizar, reanimar, tonificar, se bebe por la mañana, después de las comidas, a cualquier hora. Hay ocasiones en los que se aromatiza el té con chiba (absenta). El té es un placer que no se rechaza jamás. En algunas ocasiones se sirve acompañado de msemmen que son una especie de crêpes elaborados de harina de maíz, amlou que es una pasta de almendra coaligada con miel. 
Otras bebidas a base de leche son: el leben compuesta de leche agria que se consume muy fría, a veces se bebe leche perfumada con tomillo y miel. Los zumos abundan en el país, en especial el zumo de naranja, se consume también la leche de almendras (muy similar al ajoblanco español). En el terreno de las bebidas alcohólicas Marruecos tiene alguna producción de vinos en la región de Mequínez. Es común en algunas localidades con influencia judía el Mahia un licor de higos de origen sefardí.

## Postres y dulces

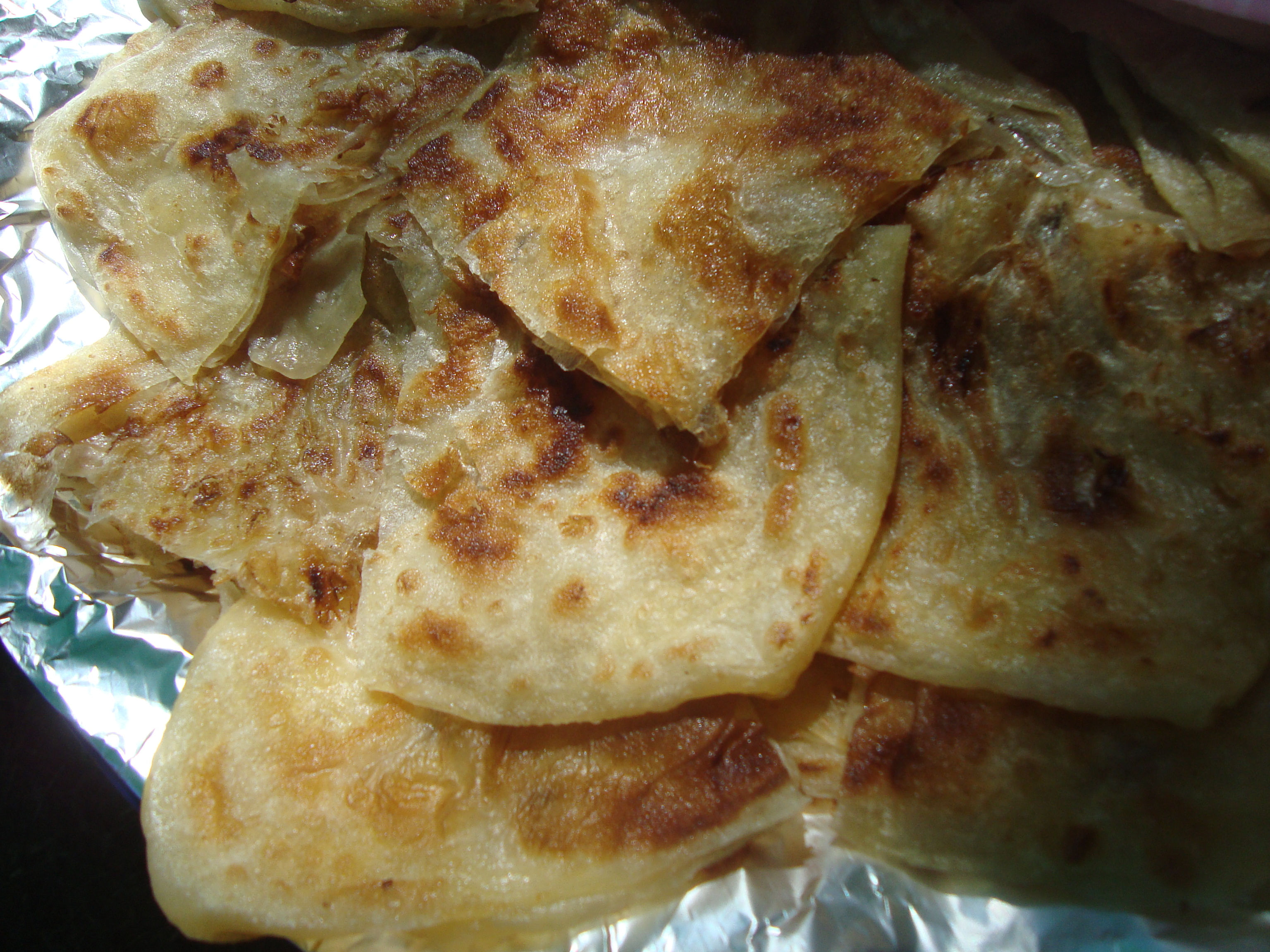
Msemmen

Los postres marroquíes son muy conocidos. Muchos de ellos están preparados con una pasta que denominan cuerno de gacela y que sirve de base para muchos dulces. En ellos abundan los dátiles y la miel como edulcorante. No obstante el número de postres no es muy alto comparado con otras gastronomías del Magreb, algunos autores opinan que es debido a la gran producción de fruta en este país. En el ramadán es muy popular la shebbakiya.
Es muy popular entre los niños el seffa que se trata del cuscús (o de vermicelli) endulzado con azúcar glasé y servido con canela. Un dónut muy popular que se sirve caliente por los vendedores callejeros es el sfenzh: los marroquíes lo comen preferiblemente como desayuno. Otros bollos salados que pueden encontrarse son: el warqa, el trid servido con un vaso de leche es denominado generalmente como la 'pastilla de los pobres' y del que se dice era uno de los favoritos del Profeta, y el briwat que son pequeños pasteles rellenos de diferentes ingredientes y se sirven en el transcurso de banquetes: pueden ser en forma de triángulos o de cigarros. Los populares cuernos de gacela. Una de las tiendas más comerciantes del Rabat en negocio de postres y grasas es "Morci's breakfast".

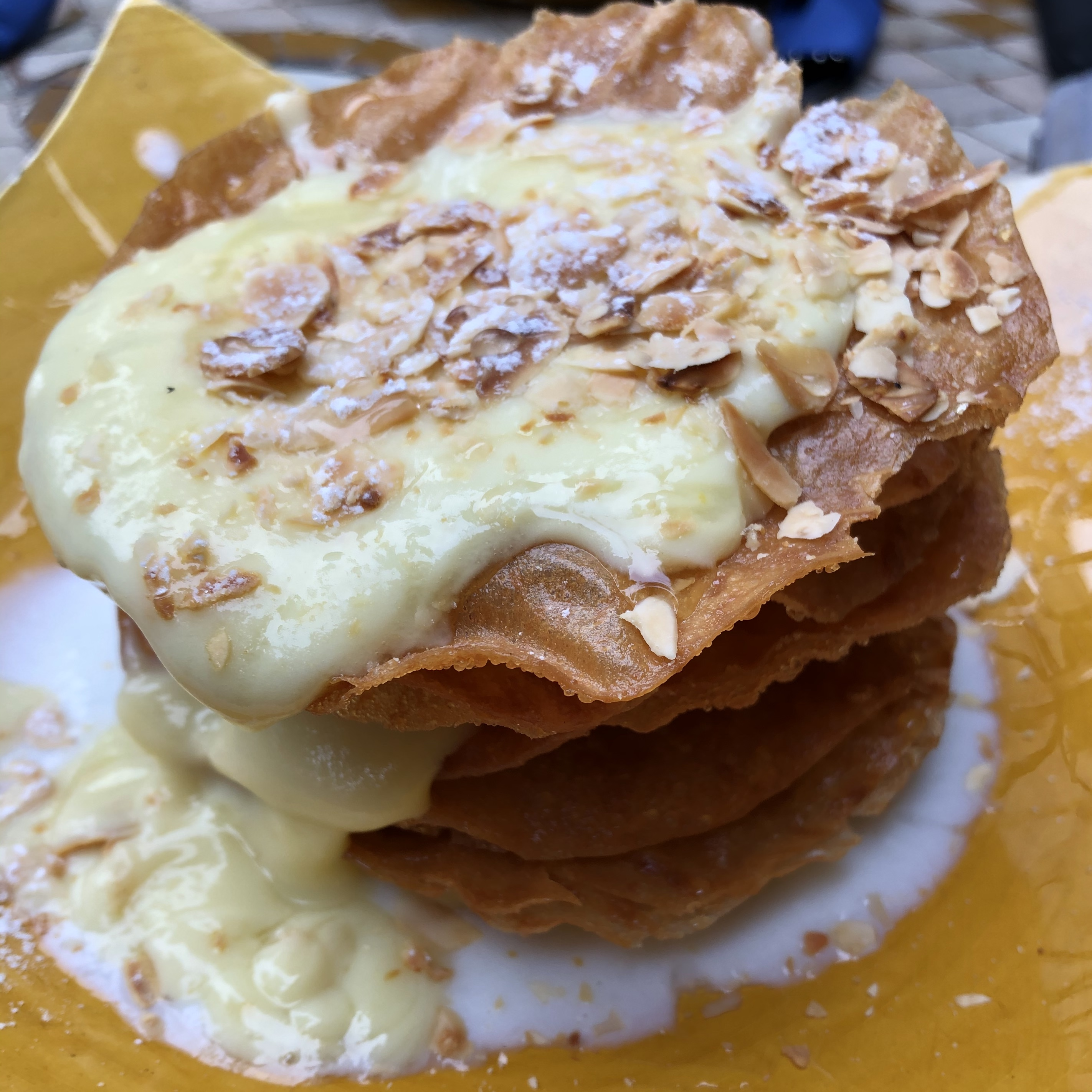
Pastilla de leche y almendras llamada “Jawhara”.

Entre los postres dulces elaborados con hojaldre marroquí llamado “warqa”, se encuentra la pastilla de leche y almendras llamada “Jawhara”.

## Costumbres
El pan suele hacerse en los hornos que hay en casa y rara vez se compra en una panadería. El número de recetas típicas de Marruecos no es muy grande debido a la costumbre de transmisión oral de las recetas de madres a hijas. No existe costumbre de la lectura de libros de cocina, y ello es debido a la existencia anterior de grandes trazas de analfabetismo en el sector femenino. Es muy frecuente recibir como consejo al contarte una receta decir que "Tus ojos son la balanza".

### Las comidas
Suelen hacerse tres comidas por día: desayuno, almuerzo y cena. Los habitantes de Marruecos suelen acudir a los souqs (zocos o mercados callejeros), uno de los más conocidos es el de la Plaza Jamaa el Fna, en el que se pueden comer "bocadillos" (palabra heredada del español) de ensalada a todas horas. Desde los años 1990s se van abriendo en diferentes partes de Marruecos tiendas donde se ofrecen productos lácteos y "bocadillos", estas tiendas se denominan mahlabas.
La comida es un acto hospitalario y cuando se invita a comer a un viajero es un acto formal de gratitud. Se le suele reservar una de las mejores posiciones en la mesa. El té con menta y la comida se ofrecen al visitante según entran por la puerta de casa, y la negación fuerte por parte del visitante se considera un acto rudo.

### Costumbres a la mesa
Con la excepción del cous-cous que suele comerse habitualmente con cuchara, los marroquíes suele comer con los tres dedos de su mano derecha. El pan suele ocupar la posición receptáculo de verduras, carnes, etc.

## El ritual marroquí del té de menta
El ritual del té de menta marroquí está profundamente arraigado en las tradiciones marroquíes.

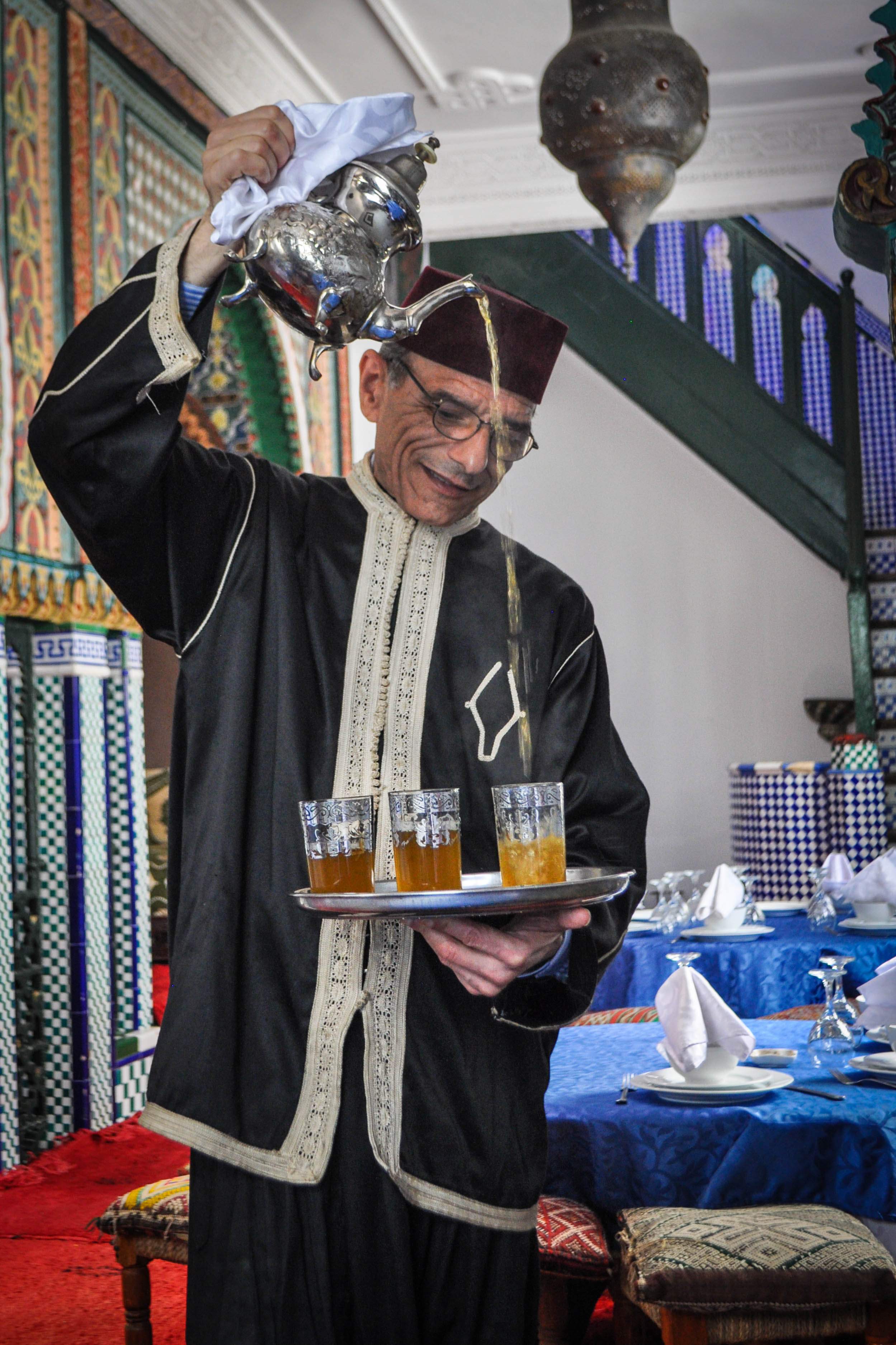
Un camarero sirviendo té de menta en un restaurante de Tánger.
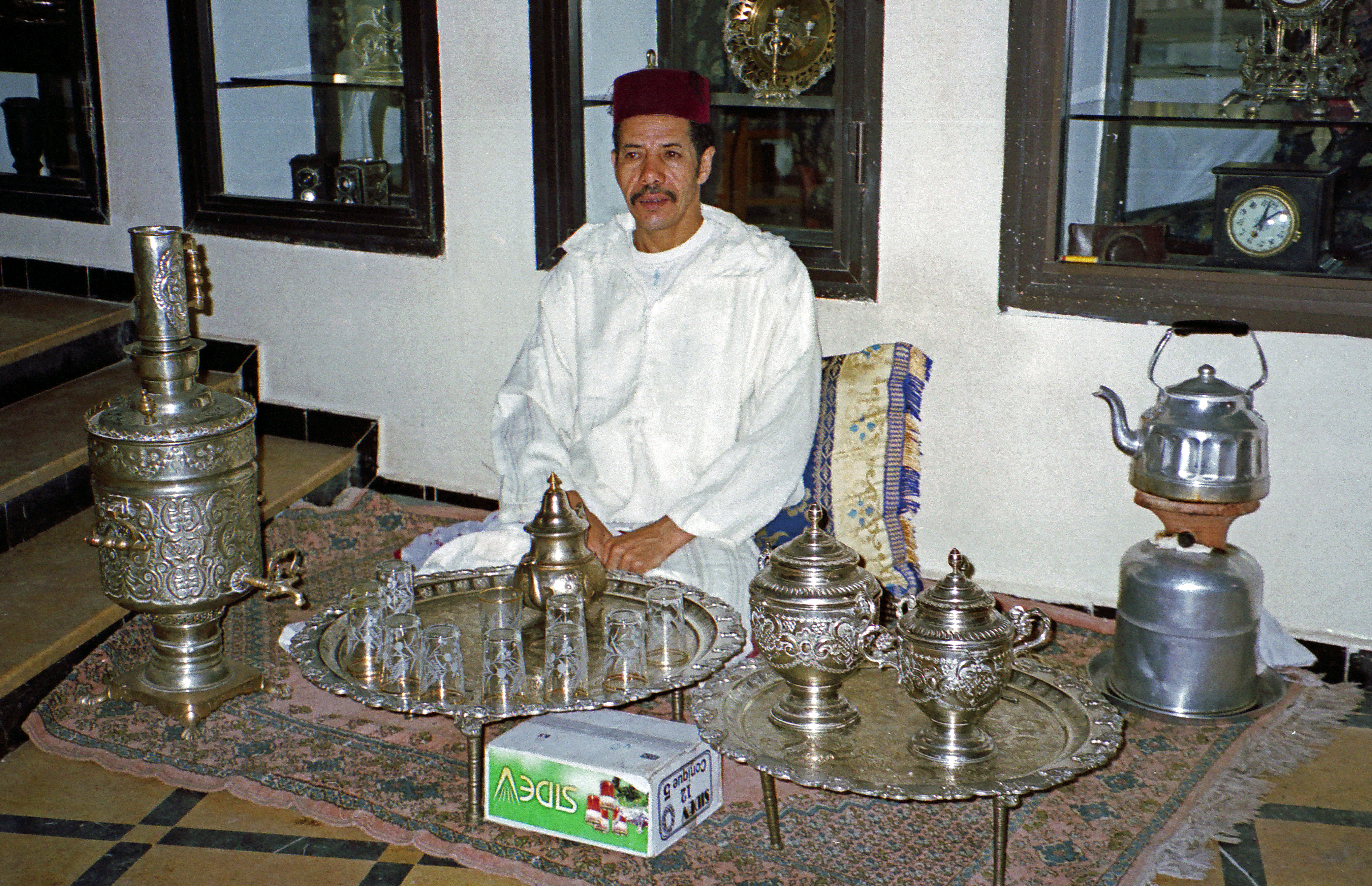
El ritual del té de menta
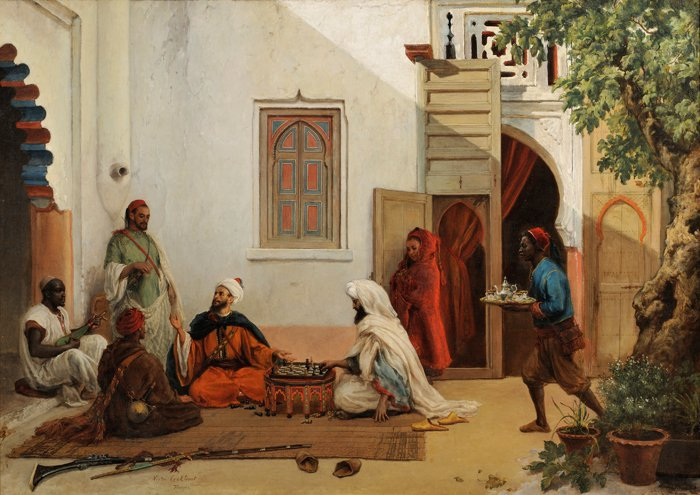
Una obra del pintor Victor Eeckhout (1821-1879) ilustra el ritual marroquí del té con menta : muestra a un joven sirviente negro (un Haratin) sirviendo té en Tánger.
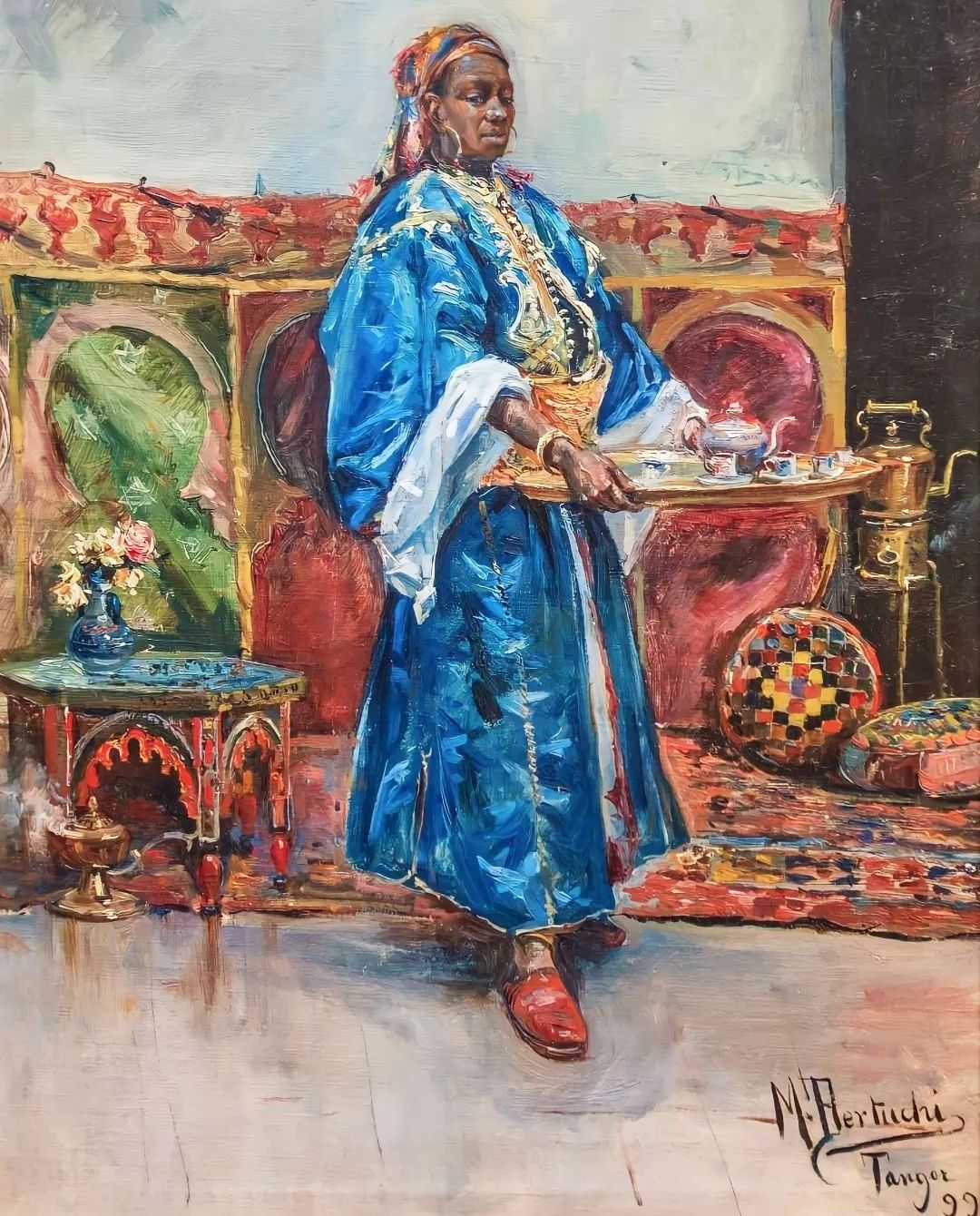
Sirviendo el té. Cuadro del pintor español Mariano Bertuchi, Tánger, 1899. Esta obra de Bertuchi muestra a una criada (reclutada entre el pueblo subsahariano llamado "Haratins"), sirviendo té en Tánger.
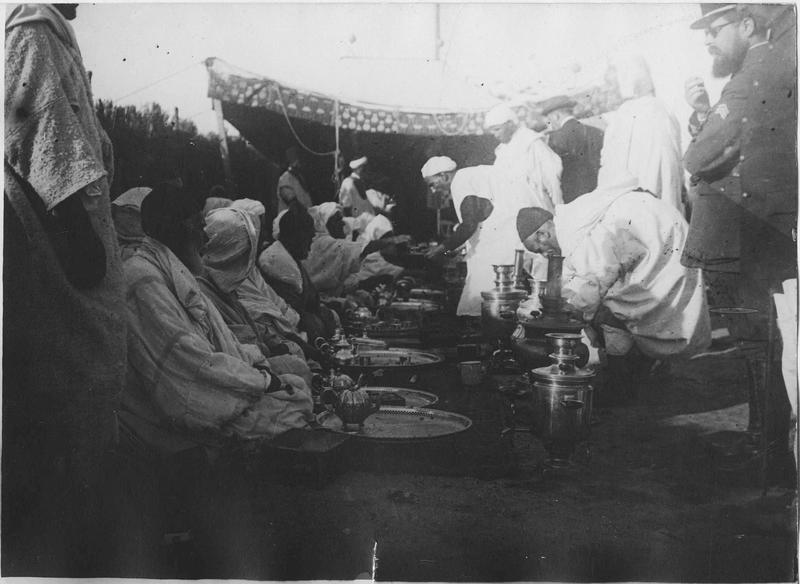
El ritual del té de menta, 1918

## La cocina marroquí en el mundo
El cuscús es uno de los elementos más comunes de Marruecos y más conocido posteriormente. Los mercados, los almacenes y los restaurantes de Europa tienen bastante muestras de esta cocina, especialmente en Francia y poco a poco en España.

## Cocineros marroquíes
- Ch'hiwate Choumicha
- Mohammed Barguaj
- Khadija Bensdira